# Gilles Legrand
Gilles Legrand (* 16. Oktober 1958 in Paris) ist ein französischer Filmproduzent, Filmregisseur und Drehbuchautor. 

## Leben
Gilles Legrand begann seine Filmkarriere am Fernsehset. Schon ab Mitte der 1970er Jahre war er regelmäßig bei Filmproduktionen des französischen Fernsehens beschäftigt. Er war Second-Unit-Assistent in 20 Folgen der Gerichtsserie L’accusée, die 1974 ausgestrahlt wurde. Seitdem arbeitete er für mehrere Fernsehfilme und -serien als Regieassistent. 
Seine ersten Erfahrungen in einem Kinofilm sammelte er 1985 als Artdirector und Regieassistent von Arnaud Sélignac in dessen Regiedebüt Nemo (Dream One), einem Fantasyfilm, der eine Nominierung für den Regiepreis des Fantasporto 1985 erhielt.
Anfang der 1990er Jahre gründete er zusammen mit Frédéric Brillion die Produktionsfirma Epithète Film, die 1991 ihren ersten Spielfilm – Blanc d’ébène von Cheik Doukouré – produzierte. Seitdem hat Epithète Film 25 Spielfilme produziert. 1996 wurde der von Brillion und Legrand produzierte Film Ridicule mit einem BAFTA als bester fremdsprachiger Film ausgezeichnet. 
2003 führte Legrand in seinem ersten Kinofilm Malabar Princess Regie. Wie in allen seinen folgenden Filmen war er auch am Drehbuch beteiligt. Editorin seines Spielfilmdebüts war	Andrea Sedláčková, mit der er auch später mehrmals zusammengearbeitet hat. Sein zweiter Spielfilm La jeune fille et les loups (2007) hat die Rettung von Wölfen in den französischen Alpen zum Thema. Die Filmmusik schrieb Armand Amar, Legrands Filmkomponist auch in seinen folgenden Filmen. 2010 drehte er mit Niels Arestrup und Lorànt Deutsch das Generationendrama Tu seras mon fils. Es folgte 2015 L’odeur de la mandarine, der zwei Nominierungen für einen César erhielt. Sein letzter Film Les bonnes Intentions (Die Kunst der Nächstenliebe) von 2018, mit Agnès Jaoui und Tim Seyfi in den Hauptrollen, ist eine Komödie aus dem Migrantenmilieu in Frankreich.  
2020 wurde seine Produktionsfirma Epithète Film von Groupe M6 übernommen.

## Filmografie (Auswahl)
- 2004: Malabar Princess
- 2007: La jeune fille et les loups
- 2010: Tu seras mon fils
- 2015: L’odeur de la mandarine
- 2018: Les bonnes intentions